# Anton Andrejewitsch Terechow
Anton Andrejewitsch Terechow (russisch Антон Андреевич Терехов; * 30. Januar 1998 in Surgut) ist ein russischer Fußballspieler.

## Karriere

### Verein
Terechow begann seine Karriere beim FK Dynamo Moskau. Im November 2015 stand er gegen Lokomotive Moskau erstmals im Profikader von Dynamo. Sein Debüt für die Profis in der Premjer-Liga gab er im April 2016, als er am 24. Spieltag der Saison 2015/16 gegen Krylja Sowetow Samara in der Startelf stand. Bis Saisonende kam er zu vier Erstligaeinsätzen für Dynamo, mit dem Verein stieg er allerdings zu Saisonende in die Perwenstwo FNL ab.
In der Saison 2016/17 absolvierte Terechow drei Zweitligaspiele, mit Dynamo stieg er nach einer Saison in der Zweitklassigkeit wieder in die Premjer-Liga auf. Zudem absolvierte er in jener Spielzeit sechs Spiele für die neu geschaffene Zweitmannschaft des Vereins in der drittklassigen Perwenstwo PFL, Dynamo-2 wurde allerdings nach einer Saison wieder vom Spielbetrieb abgemeldet und nahm drei Saisonen lang nicht an Bewerben teil. In der Premjer-Liga kam der Flügelstürmer in der Saison 2017/18 zu vier Einsätzen und erzielte dabei ein Tor. In der Saison 2018/19 spielte er zweimal.
Zur Saison 2019/20 wurde Terechow an den Ligakonkurrenten Krylja Sowetow Samara verliehen. In Samara konnte er sich jedoch nicht durchsetzen und kam zumeist als Joker zum Einsatz, zu Saisonende hatte er zwölf Erstligaeinsätze zu Buche stehen, wobei er nur einmal in der Startelf stand. Samara stieg zu Saisonende aus der höchsten Spielklasse ab. Zur Saison 2020/21 kehrte er wieder nach Moskau zurück. Dort kam er bis zur Winterpause zu sieben Einsätzen. Im Februar 2021 wurde er an den Ligakonkurrenten FK Tambow verliehen. Bis Saisonende kam er in allen elf Partien zum Einsatz.
Zur Saison 2021/22 kehrte er nach Moskau zurück. Nach seiner Rückkehr stand er aber nie mehr im Spieltagskader der Profis, sondern spielte fünfmal für die Reserve in der dritten Liga. Im Januar 2022 wurde sein Vertrag bei Dynamo schließlich aufgelöst.

### Nationalmannschaft
Terechow durchlief von der U-15 bis zur U-19 sämtliche russische Jugendnationalauswahlen.